# Ferdinand Vilém Slavata z Chlumu a Košumberka
Ferdinand Vilém Slavata z Chlumu a Košumberka (1. září 1630 – 2. dubna 1673 Praha[zdroj?]) byl český šlechtic z rodu Slavatů a držitel vysokého zemského úřadu Českého království.

## Původ a život

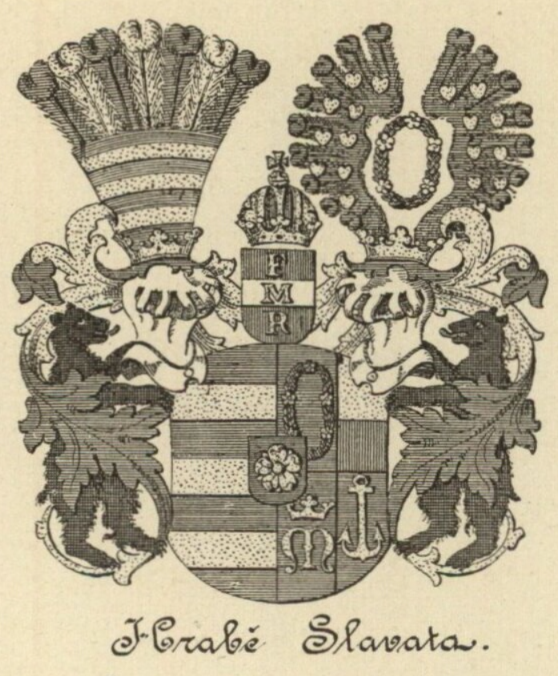
Rodový erb

Narodil se jako nejstarší syn Jáchyma Oldřicha Slavaty z Chlumu a Košumberka (1606–1645) a jeho manželky Marie Františky z Meggau (1609–1676). Jeho mladší bratr byl Jan Jiří Jáchym.
Vychovávala ho matka, německy mluvil lépe než česky. Na konci 40. let 17. století se vydal na kavalírskou cestu. Působil ve Vídni, kde získal hodnost císařského rady a komorníka. V letech 1651–1672 zastával úřad nejvyššího dvorského sudí Českého království a marně čekal na povýšení. Ani po 20 letech v nejvyšším zemském úřadě nedosáhl na titul tajného rady, po kterém velmi toužil.

## Majetek

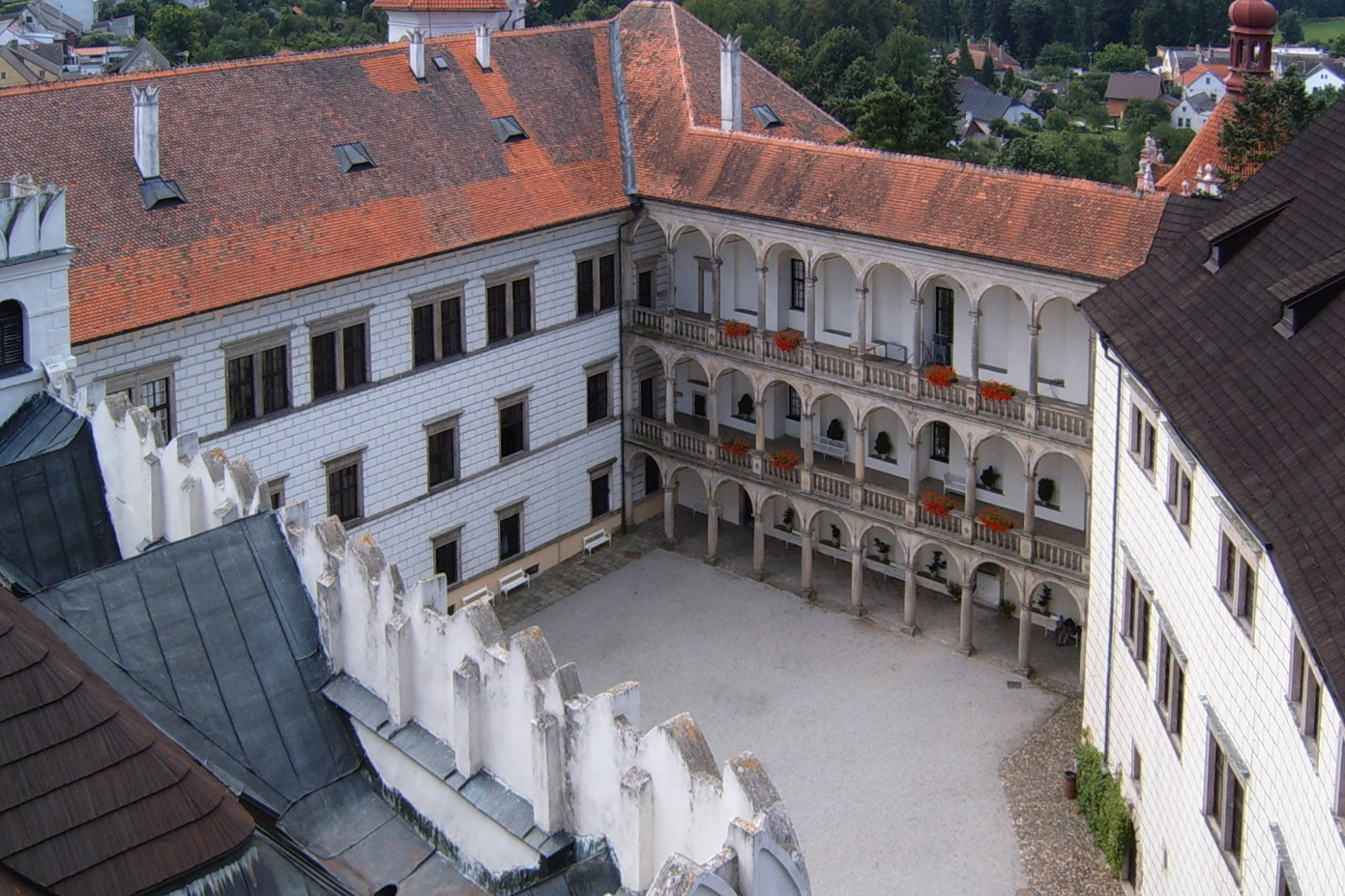
Zámek v Jindřichově Hradci

Ještě za života strýce, krátce po svatbě získal v roce 1651 do užívání panství Stráž nad Nežárkou, jehož přibližný roční výnos činil 2000 zlatých. Rodový majetek zdědil svém strýci Adamu Pavlovi Slavatovi (1604–1657). Mezi kmenová panství patřil Jindřichův Hradec, Žirovnice, Telč, Stráž nad Nežárkou, Nová Bystřice, Obříství. Vlastnil také zámek Červená Lhota a s ním související statek a Kardašovu Řečici. V roce 1677 koupil od Karla Leopolda Höniga Vřesnou s tvrzí. Po jeho smrti se podle inventáře v jindřichohradeckém zámku nacházelo překvapivě málo knih (23 svazků a dalších 128 v archivu). Neví se ovšem, kolik knih bylo v jeho pražském paláci.
V Klášteře u Nové Bystřice dostavěl paulánský konvent. V roce 1668 byl v jeho přítomnosti položen základní kámen kostela Nejsvětější Trojice.

## Rodina
Nevěstu mu vybral jeho děd Vilém Slavata z Chlumu a Košumberka, který byl defenestrován v roce 1618 a který o sedm let přežil svého syna. Ferdinand Vilém se v roce 1650 oženil s Marií Cecílií Renatou z Náchoda a Lichtenburku († 1694). Narodily se jim čtyři dcery:
- 1. Marie Markéta Barbora († asi 1694)
  - ∞ Jan Zikmund Bedřich Götz z Götzenu († po 1681)
- 2. Renata Františka
- 3. Marie Terezie (1656 – 28. 4. 1699)
  - 1. ∞ (asi 1674) Jan Arnošt z Fünfkirchenu († 1690/1694)
  - 2. ∞ (29. 7. 1695) Arnošt Bedřich Windisch-Graetz (20. 6. 1670 Vídeň – 6. 9. 1727 St. Peter)
- 4. Marie Karolína (Charlotta) (5. 7. 1662 Praha – 10. 9. 1716 Praha)
  - ∞ (19. 6. 1690 Praha) Leopold Antonín z Trauttmansdorff (1656 – 24. 2. 1724)